# La princesa y la reina
«The Princess and the Queen» (en español, «La princesa y la reina») es el sexto episodio de la primera temporada de la serie de televisión dramática de fantasía estadounidense La casa del dragón, basada en la segunda mitad de la novela Fuego y sangre de George R. R. Martin. Presenta a una adulta princesa Rhaenyra Targaryen lidiando con la adulta reina Alicent Hightower, quien busca que su hijo mayor usurpe a Rhaenyra como heredera al Trono de Hierro. El episodio está ambientado en el universo de la serie Game of Thrones, 172 años antes de sus eventos. Fue escrito por Sara Hess, y dirigido por Miguel Sapochnik.
Paddy Considine, Matt Smith y Fabien Frankel regresan para sus papeles de los episodios anteriores como el rey Viserys I Targaryen, el príncipe Daemon Targaryen y Ser Criston Cole, respectivamente, mientras Olivia Cooke se une a la serie remplazando a Emily Carey como la versión adulta de la reina Alicent Hightower. Emma D'Arcy reemplaza a Milly Alcock como la versión adulta de la princesa Rhaenyra Targaryen. Graham McTavish, Matthew Needham y Jefferson Hall también protagonizan. Rhys Ifans no aparece en el episodio, pero es acreditado. 
«The Princess and the Queen» se estrenó en HBO el 25 de septiembre de 2022. Recibió críticas en su mayoría positivas, con elogios hacia la escena inicial, la escena de la muerte de Laena, la secuencia culminante en Harrenhal y las actuaciones de Cooke, D'Arcy y Nanna Blondell (Laena Velaryon), aunque algunos criticaron el ritmo.

## Trama

### En Desembarco del Rey
Diez años después de casarse con Laenor Velaryon, la princesa Rhaenyra Targaryen da a luz a su tercer hijo. En ese momento, la Reina Alicent Hightower pide ver al niño, pues quiere comprobar si es un bastardo igual que sus hermanos. Aunque debilitada por el parto, Rhaenyra decide llevar a su bebé ella misma hacia Alicent, junto a Laenor. Ser Criston Cole, ahora leal a Alicent, le permite a la pareja entrar a los aposentos de la reina, quien se sorprende que Rhaenyra trajera al bebe en su estado. El Rey Viserys I Targaryen aparece para sostener a su nieto, cegándose de que es un bastardo, mientras Laenor nombra al niño Joffrey. Antes de la retirada de Rhaenyra con su hijo e esposo, Alicent confirma sus sospechas de que Joffrey también es un bastardo.
Después de discutir por el nombre del bebe, Rhaenyra y Laenor llegan a sus aposentos, donde los otros hijos de la princesa, Jacaerys y Lucerys junto a su verdadero padre Harwin Strong, eligieron un huevo de dragón para Joffrey. Tras ello, Jacaerys y Lucerys se unen a sus medios-tíos, los príncipes Aegon y Aemond Targaryen, hijos de Alicent y el rey; para dirigirse a la Fosa de Dragones donde Jacaerys entrena con su dragón Vermax. Los hijos de Rhaenyra junto a Aegon se burlan de Aemond por no tener un dragón, por lo que este se adentra a la fosa, pero es intimidado por el dragón de su hermano. Alicent esta con su hija Helaena, que habla de incestos, cuando Aemond entra a la habitación y le cuenta a su madre lo sucedido.
Alicent se queja con Viserys de los hijos de Rhaenyra, tocando el tema de su legitimidad. Viserys inicialmente justifica su apariencia, para luego aclararle a su esposa que sus afirmaciones pueden ser gravemente castigadas, pidiéndole dejar el tema. Alicent se queja de esto con Criston. Mientras Aegon se masturbava en el balcón, Alicent apareció para regañarlo por lo sucedido con su hermano, aclarándole que cambie su comportamiento, pues el será rey algún día, aunque este no lo desee. 
Ser Criston Cole entrena juntos a los hijos de Alicent con los de Rhaenyra en el manejo de la espada. Harwin se da cuenta del favoritismo de Criston por Aegon y Aemond, sugiriéndole ser equitativo en su entrenamiento. Ante esto, Criston comienza una lucha entre Aegon y Jacaerys, donde Harwin defiende a este último de ser golpeado bruscamente por su tío. Criston molesta a Harwin por proteger a Jacaerys como si fuese su hijo, lo que provoca que Harwin lo golpee. La mano del rey, Lord Lyonel Strong, reprende a su hijo por el incidente, resaltando su amorío con Rhaenyra y la legitimidad de sus hijos, que daña su integridad. Laenor le dice a Rhaenyra que ira a luchar contra la triarquía, pero esta rechaza que se vaya, pues deben estar juntos para que los rumores de la bastardía de sus hijos desaparezca. 
En una sesión del consejo, Rhaenyra y Alicent tienen desacuerdos de como lidiar con los conflictos de las casas y el regreso de la triarquía. Antes de acabar la junta, Rhaenyra buscando tener paz con Alicent, sugiere que Jacaerys y Helaena se canse además de ofrecerle un huevo de su dragón para Aemond. En ese momento, sus senos sueltan leche, manchando su vestido, sintiéndose ridiculizada. Alicent desaprueba lo mencionado por la princesa aunque Viserys se muestre a favor. Carcomido por su honor y decencia, Lyonel se presenta ante los reyes para renunciar como mano del rey. Viserys, que se muestra reacio para aceptar su renuncia, le pide que revele sus razones que lo llevan a esta decisión, algo que Alicent insiste más, pues sabe que esta es la bastardía de los hijos de Rhaenyra. 
Lyonel decide no hablar, por lo que Viserys rechaza su renuncia pero le permite escoltar a Harwin; que fue sacado de la guarida real; a Harrenhal para que asuma sus deberes como señor del lugar. Tras esto, Alicent se une con Lord Larys Strong y le da sus quejas del asunto con el padre de este, Lyonel, mencionando que desearía que su propio padre, Ser Otto Hightower fuese otra vez mano del rey. Con ese propósito, Larys recluta a tres criminales condenados, les quita la lengua y les encarga que prendan fuego a Harrenhal. 
Harwin se despide de Rhaenyra y sus hijos, lo que causa que Jacaerys le pregunte a su madre si es hijo de Harwin, pero esta se limita a mencionar de que el es un Targaryen. Por los rumores y su ridiculización, Rhaenyra decide irse con su familia a Rocadragón, permitiéndole a Laenor ir con su amante, Ser Qarl Correy. Viserys lamenta a solas la retirada de Rhaenyra. Larys le informa a Alicent sobre la muerte de su hermano y padre, algo que horroriza a la reina. Larys le deja claro que es lo que pidió y que debería informarle a Otto, mientras Alicent afirma que no es lo que ella deseaba y se lamenta.

### En Pentos
Tras la boda de Rhaenyra y Laenor, el príncipe Daemon Targaryen se casa con Lady Laena Velaryon, y juntos tienen dos hijas gemelas, las Ladys Baela y Rhaena Targaryen, mientras esperan un tercer hijo. La familia visita Pentos, donde cenan con el príncipe Reggio Haratis, quien les propone darles tierras y poder en la ciudad, a cambio de que luchen en su causa contra la triarquía, que resurge con ayuda de la Casa Martell. Laena se muestra reacia a aceptar la oferta, pero su esposo le menciona a Reggio que la consideraran. A solas, Daemon se muestra a favor de la propuesta, pero Laena le aclara que ella quiere criar a sus hijos en su hogar, Marcaderiva; y morir como una jinete de dragón. 
Mientras Rhaena sigue intentando que su huevo de dragón eclosione, Laena aparece para consolarla mencionándole que ella reclamo al dragón Vhagar recién a los quince años. Seguidamente, Laena le informa a Daemon sobre el nacimiento de tercer hijo de Rhaenyra, intentando hacerle comprender que es mucho mejor que la versión hombre de lo que aparenta actualmente. Más tarde, Laena comienza sus labores de parto, pero no puede dar a luz. Daemon rechaza la idea de hacerle cesárea a su esposa, sabiendo que esto la mataría. Deseando morir como una jinete de dragón, Laena con su hijo en vientre va hasta Vhagar, y le ordena quemarla, algo que con pesar, el dragón hace con Daemon observando. En la mañana, Daemon le cuenta la triste noticia a sus hijas.   

### En Harrenhal
Lord Lyonel y Ser Harwin llegan a Harrenhal al mismo momento que los criminales contratados por Larys aparecen. En la noche, mientras descansaba, Lyonel se levantó por las llamas del fuego y los gritos de su hijo que intentaba levantarlo. Lyonel intento abrir la puerta de su habitación para escapar, mientras Harwin era aplastado por los escombros. Al amanecer, lo criminales confirman la muerte de Lyonel y Harwin mientras escapan del lugar. 

### En Rocadragón
Rhaenyra junto a Laenor, Qarl, sus hijos y su servidumbre, llegan a Rocadragón para escapar de los rumores creados en Desembarco del Rey por la legitimidad de sus primogénitos.

## Producción

### Guion
«The Princess and the Queen» fue escrita por la productora ejecutiva Sara Hess, marcando su primera vez en la franquicia Game of Thrones. El título del episodio lleva el nombre de la novela homónima de George R. R. Martin de 2013.

### Casting
El casting comenzó en julio de 2020. En octubre de 2020, Paddy Considine fue elegido como Viserys I Targaryen. A Considine se le ofreció un papel en Game of Thrones, pero lo rechazó debido a los elementos de fantasía de la serie. Olivia Cooke y Emma D'Arcy, hacen su primera aparición en la serie como las versiones adultas de Alicent Hightower y Rhaenyra Targaryen respectivamente, reemplazando a Emily Carey y Milly Alcock. Ambas actrices fueron elegidas en diciembre de 2020 junto a Matt Smith como Daemon Targaryen. D'Arcy fue acreditada por su voz en el episodio «Los herederos del dragón» como narradora de la escena inicial, por lo tanto, este episodio marca su primera aparición en pantalla. En abril de 2021, Fabien Frankel se unió al elenco como Ser Criston Cole. En mayo, Graham McTavish fue visto en el set con el vestuario completo interpretando a Harrold Westerling. Matthew Needham fue elegido como Larys Strong, un personaje similar a los de Varys y Petyr Baelish de Game of Thrones. El actor británico Jefferson Hall fue elegido para interpretar a los gemelos Jason y Tyland Lannister. En febrero de 2021, se agregaron al elenco principal Rhys Ifans como Otto Hightower, quien en el episodio solo es acreditado, más no aparece.
John Macmillan se unió al elenco de apoyo como una versión adulta de Laenor Velaryon, reemplazando a Theo Nate, quien daba vida una versión más joven. El otro miembro de los Velaryon, Laena marca su última aparición en la serie, siendo a la vez la primera en donde es interpretada por Nanna Blondell como adulta, quien había sido antecedida por Savannah Steyn en una versión joven. Los otros representantes de la Casa Strong, la mano del rey Lyonel Strong interpretado por Gavin Spokes; y el heredero de la familia, Harwin Strong encarnado por Ryan Corr, realizan su última aparición en la serie, luego de ser recurrentes en la primera mitad de la temporada. Bill Paterson da vida al miembro del consejo Lord Lyman Beesbury. El capítulo también presenta a los jóvenes actores: Leo Hart, Harvey Sadler, Ty Tennant, Leo Ashton, Evie Allen, Shani Smethurst y Eva Ossei-Gerning, quienes interpretan las versiones jóvenes de los príncipes Jacaerys e Lucerys Velaryon; Aegon, Aemond, Helaena, Baela y Rhaena Targaryen respectivamente. Los miembros del consejo, el maestre Orwyle y Jasper Wylde son interpretados por Kurt Egyiawan y Paul Kennedy, con Dean Nolan como el príncipe Reggio Haratis. Luke Tittensor da vida al caballero Arryk Cargyll, mientras el amante de Laenor, Qarl Correy aparece por primera vez interpretado por Arty Froushan y la dama de la reina, Talya, por Alexis Raben. Adicionalmente Paul Hickey interpreta al Lord más leal de la princesa Rhaenyra, Allun Caswell, quien realiza su primera aparición.

### Rodaje
El episodio fue dirigido por el showrunner y productor ejecutivo Miguel Sapochnik, convirtiéndolo en su segundo crédito como director de la serie, luego del episodio piloto «Los herederos del dragón». También marca su octavo y penúltimo para la franquicia en general, luego de su partida como showrunner después de dirigir «Marcaderiva», que sería su última aparición antes de la producción de la segunda temporada. La capital de la Provincia de Cáceres, en el oeste de España, junto con la ciudad de Trujillo se utilizaron en las escenas de Desembarco del Rey, grabando entre el 11 y el 21 de octubre de 2021 según la revista Hoy. La Calahorra, un municipio en el este de Granada, España, sirvió como ubicación para las escenas de Pentos.

## Recepción

### Audiencias
«The Princess and the Queen» tuvo un estimado de 1,86 millones de espectadores durante su primera emisión en HBO el 25 de septiembre de 2022. Un total de 2,48 millones de espectadores vieron el episodio en sus cuatro transmisiones en HBO durante la noche del estreno. Mientras tanto, su audiencia en todas las plataformas en los EE. UU. fue un 3% más que el episodio anterior.

### Respuesta crítica

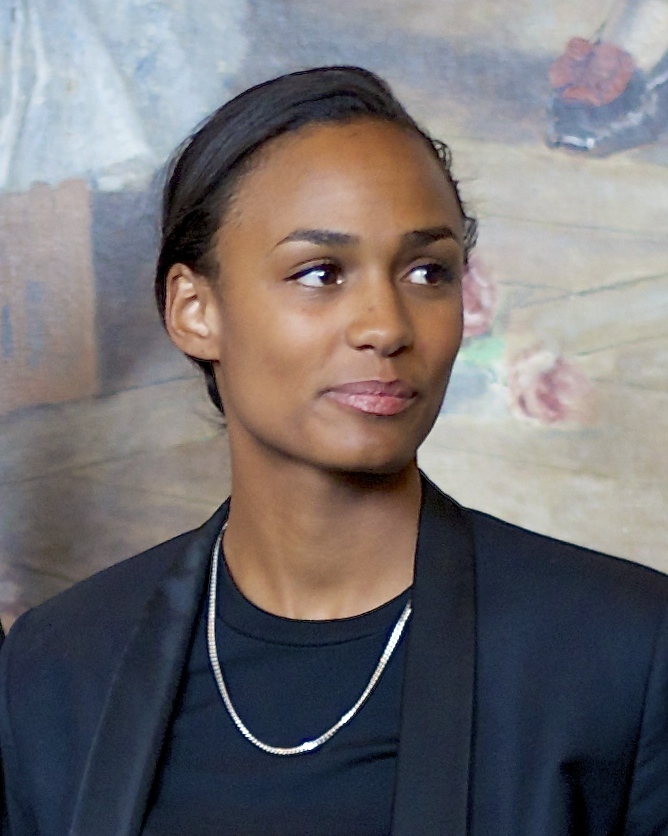
Nanna Blondell recibió elogios por su actuación como Laena Velaryon.

El episodio recibió críticas muy positivas. En el agregador de reseñas Rotten Tomatoes, el episodio recibió una calificación de aprobación del 87% según 100 reseñas, con una calificación promedio de 7.5/10. El consenso crítico del sitio dijo: «Si bien el salto de tiempo más largo disminuye algunos de los momentos más impactantes de esta entrega, las imponentes presentaciones de Emma D'Arcy y Olivia Cooke dejan en claro que ‹La Princesa y la Reina› seguirán siendo combatientes observables compulsivamente».
Escribiendo para Den of Geek, Alec Bojalad le otorgó una calificación de 4.5 de 5 estrellas y lo consideró «de lejos, la más entretenida y enriquecedora el envío más entretenido y enriquecedor parte de House of the Dragon hasta la fecha». Destacó la escena inicial, llamándola «lo mejor que ha hecho el programa hasta ahora» y alabando las actuaciones de D'Arcy, Cooke y Mcmillan. Al revisar para IGN, Helen O'Hara le dio una «estupenda» puntuación de 8 sobre 10 y escribió en su veredicto: «Conspiración, mutilación, asesinato y dragones: no hay mucho más Game of Thrones que esto. También es un episodio dramáticamente convincente, con muchos momentos de punta para asegurarnos que Rhaenyra y Alicent están en buenas manos. Si algunos momentos todavía se sienten inestables en la escritura, no hay duda de que el elenco está haciendo todo lo posible». Molly Edwards de GamesRadar+ calificó el episodio con 3 de 5 estrellas y resumió su reseña diciendo: «Las nuevas Rhaenyra y Alicent son fuertes incorporaciones al elenco, pero el episodio vuela a través de los eventos principales tan rápido que se pierde el peso emocional». Luego elogió los visuales y la actuación de Blondell como Laena, llamándola «poderosa», pero criticó el ritmo del episodio.